# The Scarecrow (альбом)
The Scarecrow  третій повноформатний альбом проекту Тобіаса Саммета Avantasia, який вийшов 26 січня 2008 року. Це концептуальний альбом і метал-опера,  перша частина трилогії The Wicked Trilogy, продовженням якої є The Wicked Symphony і Angel of Babylon

## Список композицій
Автор музики і слів Тобіас Саммет. 
| #     | Назва                          | Тривалість |
| ----- | ------------------------------ | ---------- |
| 1.    | «Twisted Mind»                 | 6:14       |
| 2.    | «Angel Of Babylon»             | 11:12      |
| 3.    | «Shelter From The Rain»        | 6:09       |
| 4.    | «Carry Me Over»                | 3:52       |
| 5.    | «What Kind Of Love»            | 4:56       |
| 6.    | «Another Angel Down»           | 5:41       |
| 7.    | «The Toy Master»               | 6:21       |
| 8.    | «Devil In The Belfry»          | 4:42       |
| 9.    | «Cry Just A Little»            | 5:15       |
| 10.   | «I Don’t Believe In Your Love» | 5:34       |
| 11.   | «Lost in Space»                | 3:53       |
| 63:50 |                                |            |

## Бонусний DVD
1. «Song By Song» (інтерв'ю)
2. «Carry Me Over» (відео кліп)
3. «Carry Me Over» (зйомки кліпу)
4. «Lost In Space» (електронний прес-кіт)
5. «Lost In Space» (відео кліп)
6. «I Don't Believe In Your Love» (альтернативна версія)
7. «The Toy Master» (альтернативна версія)

## Склад учасників
- Тобіас Саммет – вокал, бас-гітара, додаткові клавішні
- Саша Пет – гітара
- Міро – клавішні, оркестровка
- Ерік Сінгер – ударні

### Запрошені музиканти
- Хеньо Ріхтер – соло-гітара (треки 2, 3, 6, 7, 8)
- Кай Хансен – соло-гітара (трек 3)
- Рудольф Шенкер – соло-гітара (трек 10)[4]

### Вокалісти
- Опудало/Головний герой - Тобіас Саммет (Edguy) —  (всі композиції)
- Мефістофель - Йорн Ланде (екс-Ark, екс-Masterplan, Jorn) - (треки 2, 6, 8)
- Наставник головного героя - Міхаель Кіске (екс-Helloween, Place Vendome, Unisonic) - (треки 2, 3, 5)
- Добрий дух - Боб Кетлі (Magnum) - (треки 3, 9)
- Нерозділене кохання - Аманда Сомервілль (Aina[en]) - (треки 5, 11)
- Магнат - Еліс Купер - (трек 7)
- Психіатр - Рой Кан (екс-Kamelot, екс-Conception) - (трек 1)
- Блуд - Олівер Хартман (екс-At Vance) - (трек 10)

## Промо сингли
- "Lost in Space" (2007)
- "Carry Me Over" (2007)

## Відео
Відео «Lost in Space» було видане в 2007 році, і вийшло разом з міні-альбомом з такою самою назвою. В грудні 2007 року, відео «Carry Me Over» було викладено на Myspace.

## Чарти
| Чарт                          | Місце |
| ----------------------------- | ----- |
| Чехія                         | 6     |
| Німеччина                     | 8     |
| Греція                        | 9     |
| Швеція                        | 10    |
| Угорщина                      | 10    |
| Австрія                       | 16    |
| Швейцарія                     | 17    |
| Фінляндія                     | 26    |
| Іспанія                       | 27    |
| Велика Британія (Independent) | 29    |
| Норвегія                      | 36    |
| Японія                        | 49    |
| Бельгія                       | 50    |
| Франція                       | 58    |
| Нідерланди                    | 65    |
| Італія                        | 65    |